# Rue de la République (Vanves)
Pour les articles homonymes, voir Rue de la République.
La rue de la République est une voie publique de la commune de Vanves, dans le département français des Hauts-de-Seine. Elle occupe le cœur historique de la ville.

## Situation et accès

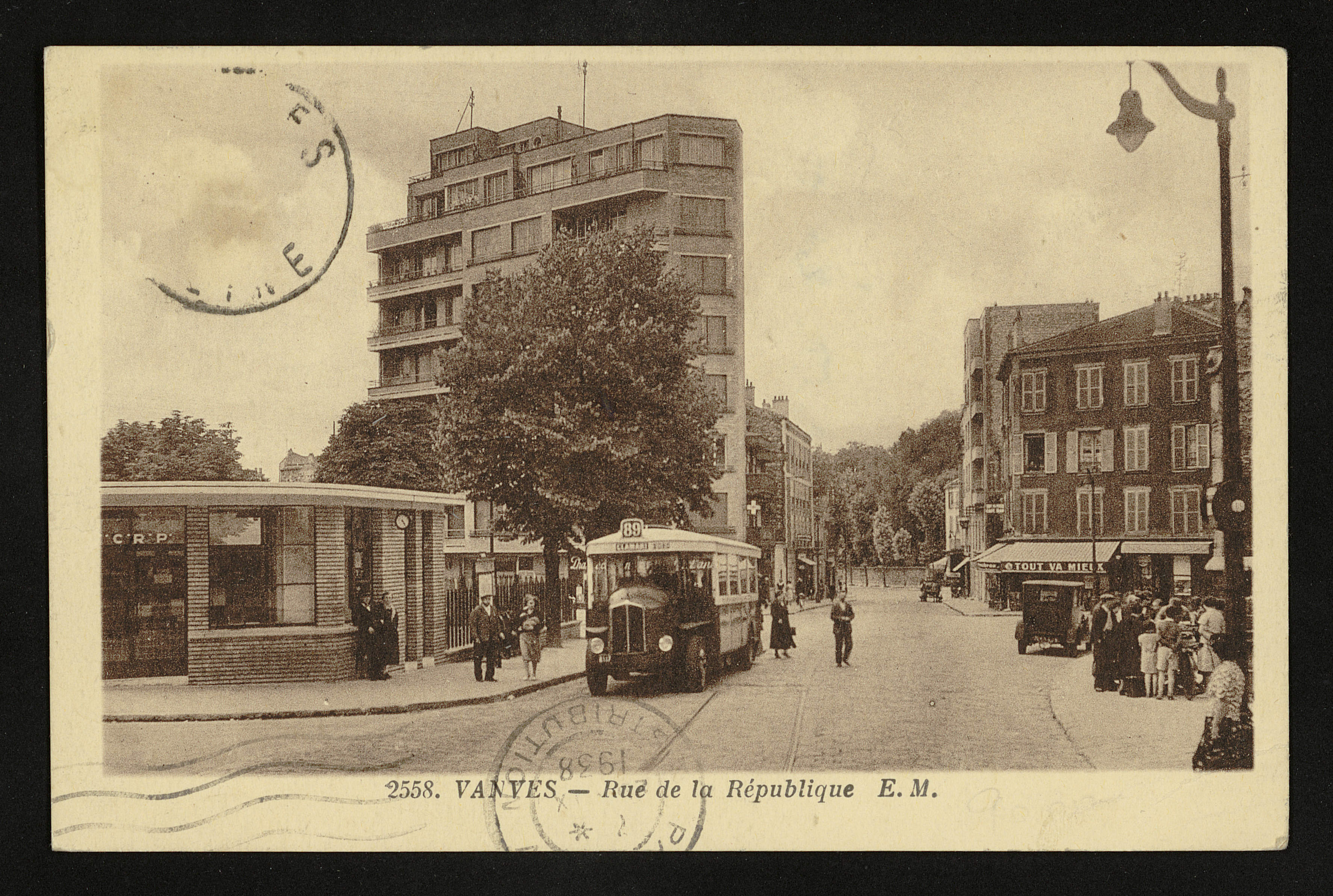
La rue de la République - Carte postale des années 1930.

Le tracé sinueux de cette rue orientée nord-sud, témoigne de son ancienneté. Commençant place du Maréchal-de-Lattre-de-Tassigny (anciennement place du Val), elle dépasse la rue de l'Église, puis traverse la place de la République (anciennement place de l'Église) devant l'église Saint-Rémy. Après le croisement de la rue Vieille-Forge et de la rue Louis-Dardenne, elle laisse l'allée du Platane sur sa droite et se termine au carrefour de la rue Falret, de la rue Raymond-Marcheron et de la rue Larmeroux.

## Origine du nom
Cette rue prend son nom de la Troisième République et plus généralement de la République Française.

## Historique

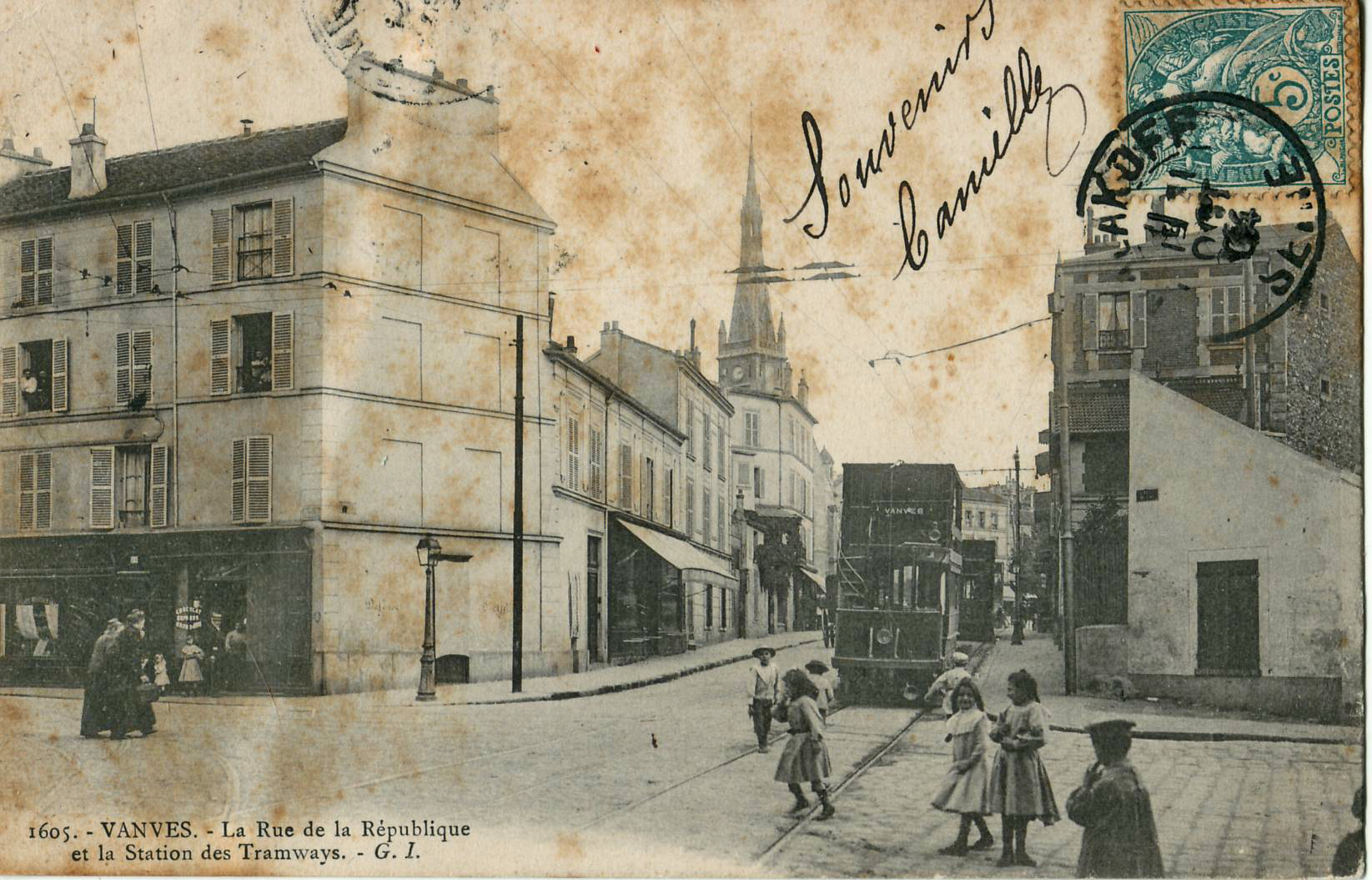
La rue de la République et la station des tramways.

Cette rue a été l'objet de plusieurs campagnes de fouilles archéologiques entreprises par l'Institut national de recherches archéologiques préventives, entre 1999 et 2005, puis en 2012.
Ces fouilles ont notamment mis au jour des céramiques gallo-romaines, des poteries et une lampe mérovingiennes.
La dernière campagne a permis la découverte d'une activité de poterie au VIIe siècle, dans un quartier déjà connu pour son artisanat dès le Haut-Empire romain et jusqu’au IXe siècle,.

## Bâtiments remarquables et lieux de mémoire
- Église Saint-Rémy de Vanves.